# Paul Pairet
Paul Pairet, né le 29 juin 1964 à Perpignan (Pyrénées-Orientales), est un chef cuisinier français.
Il est le chef des restaurants Ultraviolet, Mr & Mrs Bund, Polux et Charbon, tous les quatre situés à Shanghai.
Le restaurant Ultraviolet est triplement étoilé dans le Guide Michelin depuis 2018 et classé 35e meilleur restaurant du monde dans le classement 2021 du World's 50 best. Paul Pairet a été distingué meilleur restaurateur du monde en 2018 par l'association Les Grandes Tables du Monde,.
Paul Pairet est un des jurés du concours de cuisine gastronomique Top Chef depuis la saison 11. Il avait été précédemment juré invité lors d'une épreuve du cinquième épisode de la saison 10.

## Biographie
Paul Pairet découvre son amour de la cuisine à la lecture d'un livre de cuisine pour enfants, les Bonnes recettes de Grand-mère Donald, qu'il demande à sa mère à l'âge de neuf ans, puis en cuisinant occasionnellement en colonie de vacances, où il fait la plonge pendant son adolescence. Néanmoins, il se projette plutôt dans une carrière scientifique. Il suit des études secondaires au lycée Saint-Exupéry de Marseille. Après un bac C obtenu en 1981, il s'inscrit dans un IUT de chimie, mais il quitte cette filière pour rejoindre le lycée hôtelier d'Occitanie à Toulouse, où il obtient un BTS.
Après son service militaire effectué en 1986, Paul Pairet travaille comme commis avec José Lampreia à la Maison Blanche dans le 15e arrondissement de Paris puis avec Daniel Ballester à la Grâce de Dieu, restaurant étoilé au Vésinet. Après avoir encore travaillé au Dusquesnois, il devient pour la première fois chef à la Table d'Harmonie, dans le 5e arrondissement de Paris, mais l'expérience n'étant pas concluante, il devient ensuite trois ans formateur au Centre d'excellence des professions culinaires (CEPROC). 
En 1993, Paul Pairet reprend les chemins des cuisines en s'expatriant à Hong Kong, où il dirige une petite brigade au Restaurant de France, de l'hôtel Méridien. De 1995 à 1996, il est à Sydney, où il est chef au Mesclun. C'est là, dans un environnement où les cultures culinaires dialoguent sans excès de maniérisme, qu'il construit son identité culinaire. En 1996, il part pour un nouveau projet de restaurant à Jakarta, qui restera au stade de l'ébauche. Il y rencontre sa future épouse indonésienne, Ralda, avec laquelle il revient à Paris en 1998.
À Paris, il fait l’ouverture du Café Mosaïc au sein de l'hôtel le Relais Carré d’Or, dans le quartier des Champs-Élysées. Il y pratique une cuisine de voyage, avec une forte influence asiatique. Il fait la connaissance d'Alain Ducasse, qui ouvre le Spoon au même moment. Après la fermeture du Mosaïc, Alain Ducasse le recommande pour prendre la tête du nouveau restaurant du Ritz-Carlton d'Istanbul, le Cam. L'aventure est cependant de courte durée, le projet ne survivant pas à la chute de fréquentation touristique consécutive aux attentats de septembre 2001.
En 2005, Paul Pairet s'installe à Shanghai pour ouvrir le restaurant gastronomique de l'hôtel Shangri-La, le Jade on 36. Il y reste durant trois ans.
En 2009, il intègre le groupe taïwanais Vol et ouvre le restaurant Mr & Mrs Bund, après six mois de travaux, dans un ancien restaurant des frères Pourcel, à Shanghai. Le restaurant est rapidement classé parmi les meilleures tables d'Asie (7e du classement des Meilleures tables d’Asie du
guide Miele, 43e place mondiale du 50 World's best en 2013).
Le 18 mai 2012, il ouvre Ultraviolet « quelque part à Shanghai », où il innove en associant cuisine et technologies afin de proposer une expérience multisensorielle,,. Le restaurant est rapidement distingué parmi les meilleures tables du monde par le World's 50 best (60e quelques mois après l'ouverture, 42e en 2016, 24e en 2018, 35e en 2021). Il y pratique une cuisine qu'il qualifie d'« avant-garde figurative ».
En septembre 2016, la première édition du guide Michelin de Shanghai est publiée. Elle donne deux étoiles au restaurant Ultraviolet.
En février 2017, Paul Pairet ouvre The Chop Chop Club, une rôtisserie au concept original. 
Ce restaurant ferme en septembre 2018 en raison de difficultés commerciales.
En septembre 2017, Ultraviolet obtient trois étoiles dans le guide Michelin 2018 de Shanghai. Il les conserve dans l'édition 2019 et est le seul établissement triplement étoilé à Shanghai.
En mars 2019, il lance son troisième établissement, le bistro Polux et y place comme chef exécutif Alex Shen, jusqu'alors sous-chef d'Ultraviolet et collaborateur de Paul Pairet depuis dix ans.
Paul Pairet a reçu de nombreuses autres récompenses dont le Lifetime Achievement Award 2013 - Asia’s 50 Best Restaurants.
En septembre 2019, il rejoint le jury du concours Top Chef pour la onzième saison en remplacement de Jean-François Piège, où il coache quatre candidats dont Mory Sacko (futur étoilé Michelin) et Adrien Cachot, qu'il mène en finale du concours. Lors de la saison suivante, il accompagne Sarah Mainguy en finale.
En 2023, il ouvre le restaurant de grillades Nonos au sein du palace de Crillon, à Paris.
Dans sa carrière de cuisinier, Paul Pairet a rapidement porté une casquette plutôt qu'une toque en cuisine et porte une casquette « coupée comme celles de l'armée chinoise, époque Mao » qui le caractérise. Alors que la toque est de moins en moins portée en cuisine, Paul Pairet ne quitte plus sa casquette depuis qu'il a moins de cheveux.
En 2023, il lance Charbon à Shanghai, un restaurant de barbecue de style yakitori et de glaces à l'italienne.
En mai 2025, Paul Pairet fait le buzz en proposant ses burgers à la carte de la chaine de fast food Burger King tout comme Michel Sarran avant lui.

### Décorations
- Chevalier de la Légion d'honneur (2024)[26]